# 大克爾卡河
46°28′37″N 16°35′41″E / 46.47694°N 16.59472°E
大克爾卡河，是中歐的河流，位於斯洛文尼亞和匈牙利，屬於萊達瓦河的左支流，河道全長69公里，流域面積1,020平方公里，平均流量每秒0.36立方米。